# Мовчан Микола Петрович
Микола Петрович Мовчан (нар. 18 червня 1976, Київ) — український дипломат.

## Освіта
- повна вища‚ спеціаліст, Інститут журналістики Київського національного університету імені Тараса Шевченка, 1998, (журналіст-міжнародник);
- Інститут Франції в Україні (Institut français d'Ukraine), (рік закінчення — 1998), Диплом Міністерства освіти Франції з поглибленого знання французької мови (Diplôme approfondi de langue française — D.A.L.F.);
- повна вища, магістр, Європейська академія журналістики Дунайського університету[en] (Австрія)‚ 2000‚ магістр з міжнародної журналістики;
- повна вища, магістр, Інститут міжнародних відносин Київського національного університету імені Тараса Шевченка 2005, міжнародне право (магістр міжнародного права).
- Аспірантура Київського національного університету імені Тараса Шевченка (2004).

Кандидат політичних наук (2004).
Володіння мовами — українською‚ англійською, німецькою, французькою, італійською, іспанською, російською, португальською, нідерландською, перською.

## Трудова діяльність
1993–2001 — оглядач, кореспондент з питань міжнародної політики газет «Молодь України», «Урядовий кур'єр», «Україна. Європа. Світ», «Україна і Світ сьогодні», «День», «Сьогодні», «Дипломатичний світ» в Україні, а також за кордоном (Німеччина, Франція, Австрія).
Вересень — жовтень (1998, 1999) — стажування у німецькій газеті Frankfurter Allgemeine Zeitung.
Лютий 2000 р. — стажування у французьких газетах Le Monde та Le Monde diplomatique.
2001–2003 — консультант з питань зовнішньої політики та мас-медіа Центру досліджень проблем громадянського суспільства.
2004–2005 — другий секретар Другого західноєвропейського відділу МЗС України.
2005–2007 — менеджер з питань мас-медіа та зв'язків з громадськістю Чорнобильської програми відродження та розвитку Програми розвитку ООН Представництва ООН в Україні.
2007–2011 — другий секретар Посольства України в Ірані.
Квітень — серпень 2010 — Тимчасовий Повірений у справах України в Ірані.
2012–2013 — перший секретар відділу країн Середнього Сходу та Південної Азії МЗС України.
Січень — липень 2013 — радник, виконувач обов'язків начальника відділу країн Африки МЗС України.
Липень 2013 — серпень 2014 — начальник відділу країн Африки МЗС України.
З 20 серпня 2014 — заступник Міністра молоді та спорту України з питань європейської інтеграції.
3 вересня 2014 — заступник Голови Національної Комісії України у справах ЮНЕСКО.
З листопада 2015 — представник України у Міжурядовому комітеті ЮНЕСКО з питань фізичного виховання та спорту.
З 26 лютого 2016 — віце-президент Міжурядового комітету ЮНЕСКО з питань фізичного виховання та спорту.